# Lill-Kärmsjön
Lill-Kärmsjön är en sjö i Sollefteå kommun i Ångermanland och ingår i Ångermanälvens huvudavrinningsområde. Sjön är 6 meter djup, har en yta på 0,232 kvadratkilometer och är belägen 228 meter över havet. Sjön avvattnas av vattendraget Kärmsjöbäcken. Vid provfiske har abborre, gers, gädda och mört fångats i sjön.

## Delavrinningsområde
Lill-Kärmsjön ingår i det delavrinningsområde (708428-154826) som SMHI kallar för Utloppet av Lill-Kärmsjön. Medelhöjden är 303 meter över havet och ytan är 3,39 kvadratkilometer. Räknas de 3 avrinningsområdena uppströms in blir den ackumulerade arean 28,71 kvadratkilometer. Kärmsjöbäcken som avvattnar avrinningsområdet har biflödesordning 3, vilket innebär att vattnet flödar genom totalt 3 vattendrag innan det når havet efter 150 kilometer. Avrinningsområdet består mestadels av skog (87 procent). Avrinningsområdet har 0,23 kvadratkilometer vattenytor vilket ger det en sjöprocent på 6,9 procent.